# دهاپ شمالی
دهاپ شمالی (به انگلیسی: Dhap Shumali) یک شهرک در پاکستان است که در ناحیه دیره اسماعیل خان واقع شده‌است.